# Člen parlamentu (Spojené království)
Ve Spojeném království je členem parlamentu (anglicky Member of Parliament, MP) osoba zvolená do Dolní sněmovny Parlamentu Spojeného království.

## Volební systém
Všech 650 členů britského parlamentu je voleno systémem relativní většiny v jednomandátových volebních obvodech na celém území Spojeného království, kde má každý volební obvod svého zástupce.

## Volby
Volby se konají každých pět let. Zákon z roku 2011 stanovil, že řádné parlamentní volby se konají každých pět let první čtvrtek v květnu. Zákon byl zrušen v roce 2022. Se souhlasem parlamentu se parlamentní volby v letech 2017 i 2019 konaly dříve, než stanovil zákon.

## Způsobilost
V minulosti mohli do parlamentu kandidovat pouze dospělí vlastníci nemovitostí mužského pohlaví. V roce 1918 získaly právo kandidovat do parlamentu a volit ženy.
Kandidovat na člena parlamentu může pouze osoba, která dosáhla věku 18 let a je občanem Spojeného království, některého ze států Commonwealthu nebo Irska. Pro účast ve volbách není nutné, aby byla osoba registrována, ani neexistují žádná omezení týkající se místa bydliště kandidáta.
Za člena parlamentu nemohou kandidovat lidé, kteří jsou v úpadku. Zákon z roku 1981 vylučuje z kandidatury osoby, které si v současné době odpykávají trest odnětí svobody v délce jednoho roku nebo více.

## Titul
Členové parlamentu jsou oprávněni používat titul MP. Jsou oslovováni „ctihodný“ pouze ze zdvořilosti během rozprav v Dolní sněmovně, nebo pokud jsou dítětem peera. Ti, kteří jsou členy Soukromé rady, používají tvar The Right Honourable (The Rt. Hon.)

## Povinnosti
Teoreticky se má za to, že současní členové parlamentu mají dvě povinnosti, nebo tři, pokud jsou členy politické strany. Jejich hlavní povinností je jednat v národním zájmu. Dále musí jednat v zájmu svých voličů, pokud to nepřevažuje nad jejich primární odpovědností. A konečně, pokud jsou členy politické strany, mohou jednat v zájmu této strany, což je podřízeno ostatním dvěma povinnostem.